# Isla de los Pájaros (Chubut)
La isla de los Pájaros es una pequeña isla ubicada cerca de la costa del Istmo Carlos Ameghino (que une la Península Valdés con el continente americano) sobre el Golfo San José, en el departamento Biedma en la provincia del Chubut (Patagonia Argentina). Sus dimensiones aproximadas son 300 metros en sentido norte-sur y 200 metros en sentido este-oeste. Se trata de una isla donde habitan gran cantidad de aves de diferentes especies. En realidad no es una isla, ya que se trata de una porción de la meseta patagónica que por la erosión ha quedado separada del resto y en la más baja marea queda unida al continente por una lengua de tierra, por lo que constituye un tómbolo.
La zona marítima cercana posee un gran valor biológico ya que es utilizada como área reproductiva por diez especies distintas de aves marinas y costeras como: la gaviota cocinera, cormoranes roqueros, biguás, ostreros, garzas blanca y bruja, pato vapor, pato juarjual y pingüinos de Magallanes. Esta última especie de pingüinos tiene la particularidad de que han aparecido en la zona hace aproximadamente 20 años, existiendo hoy en día más de 200 nidos. Mientras que en la playa cercana se pueden avistar flamencos, gaviotines y gaviotas capucho café, según la temporada.
En la costa existe un mirador que permite ver la isla y la fauna que existe en ésta y las cercanías. Además hay un servicio de guardafaunas que brindan información sobre la fauna y flora de la zona. En la costa cercana del Istmo Ameghino estuvo emplazado el Fuerte San José, intento colonizador español destruido en 1810.